# Terri Tatchell

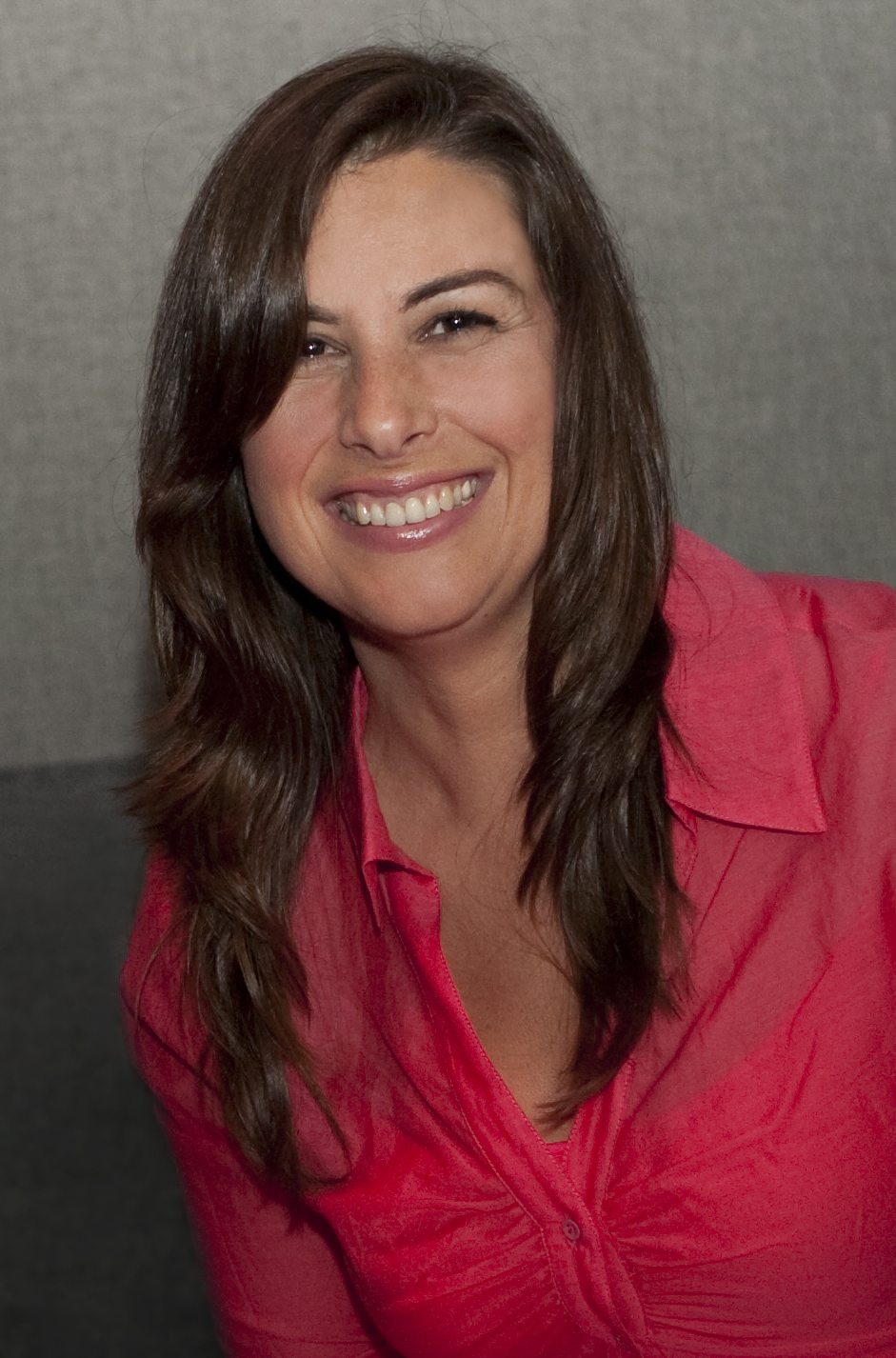
Terri Tatchell (2009)

Terri Tatchell (* 1978) ist eine kanadische Drehbuchautorin.
Tatchell absolvierte ein Schreibseminar an der Vancouver Film School und schrieb ihr erstes Drehbuch mit Neill Blomkamp für dessen Kurzfilm Adicolor Yellow. Ihr nächstes Drehbuch verfasste sie wieder mit Blomkamp, diesmal für den Science-Fiction-Film District 9. Beide erhielten dafür 2010 den Nebula Award für das beste Drehbuch, sowie Nominierungen u. a. für den Oscar, den Golden Globe und den British Academy Film Award. Für die Fantasy-Romantrilogie Die Tochter der Tryll von Amanda Hocking hat sie das Drehbuch fertig geschrieben. Derzeit soll es verfilmt werden.
Eine erneute Zusammenarbeit mit Blomkamp ergab sich 2015 mit dem Drehbuch zum Film Chappie.

## Filmografie
- 2006: Adicolor Yellow (Kurzfilm)
- 2009: District 9
- 2015: Chappie